# Gro Harlem Brundtland
Gro Harlem Brundtland (Bærum, 1939. április 20.–) norvég orvos, politikus, diplomata, Norvégia volt miniszterelnöke, az Egészségügyi Világszervezet (WHO) volt főigazgatója.

## Pályafutása
Gro Harlem Brundtland egy orvosprofesszor és svéd felesége gyermekeként született 1939-ben, Oslo mellett. Apja nyomán ő is orvostudományt hallgatott az Oslói Egyetemen, ahol 1963-ban diplomázott. 1965-ben, a Harvardon megszerezte a Master of Public Health címet. Pályája kezdetén a norvég Egészségügyi és Szociális Minisztériumban dolgozott konzultánsként, majd egy évig Oslóban volt tisztiorvos. 1969-ben kinevezték az oslói Egészségügyi Főiskola oktatójává, később igazgató-helyettesévé.

### Politikai pályafutása
Már fiatalon aktivista volt a Norvég Munkáspártban (Arbeiderpartiet). Politikai pályafutása 1974-ben kezdődött, amikor Trygve Bratteli miniszterelnök környezetvédelmi miniszterként behívta kormányába. 1977-ben a norvég parlament (Storting) képviselőjévé választották. Miniszteri posztját az 1976-os miniszterelnök-váltás után is megtartotta, melyet 1979-ig viselt. 1975-ben a Munkáspárt alelnökévé választották.
1981 februárjában, Odvar Nordli miniszterelnök lemondása után, Brundtland lett Norvégia első női kormányfője. Kormányzása rövig ideig tartott, az októberi elvesztett választások után a konzervatív Kåre Willoch vette át a kormányfői posztot. Ugyanebben az évben megválasztották a Munkáspárt elnökévé.
A Munkáspárt az 1985-ös választásokon aratott győzelme után újra Brundtland lett a kormányfő, kinevezése 1986. május 9-én történt. Második kormánya 1989. október 16-áig volt hivatalban az újabb választási vereség után. Kormánya nevezetes volt a női tagok magas számáról (tizennyolc miniszterből nyolc nő volt). Egy évvel később, utódja, a konzervatív Jan P. Syse vereséget szenvedett egy bizalmatlansági szavazáson és Brundtland harmadszor is átvehette régi posztját. Kormánya most két cikluson keresztül, 1996-ig volt hivatalban. 1992-ben, tizenegy év után lemondott pártelnöki tisztéről.

### Nemzetközi tevékenysége
A 80-as évek közepén az ENSZ Környezetvédelmi és Fejlődési Világbizottságának (röviden: Brundtland-bizottság) elnöke, ahol kialakított egy részletes politikai tervet a fenntartható fejlődéssel kapcsolatban. A bizottság a zárójelentését, amit röviden Brundtland-jelentésnek neveznek, 1987-ben hoztak nyilvánosságra „Közös jövőnk” (Our common future) címmel.
1998-ban tért vissza a nemzetközi diplomáciai színpadra, amikor kinevezték a WHO főigazgatójává. Ezt a tisztséget egy ötéves cikluson át viselte. 2003-ban a Scientific American c. tudományos folyóirat az év szakpolitikai vezetőjének (Policy Leader of the Year) hirdette ki, a SARS-vírus elleni harc koordinálásáért. Azóta a Harvardon oktat.
2007-ben több más korábbi politikai vezetővel, békeaktivistával (például Jimmy Carter, Desmond Tutu és Nelson Mandela) megalkotta a Global Elders nevű csoportot, amely azzal a célkitűzéssel jött létre, hogy tapasztalaikat felhasználva megoldásokat találjanak globális problémákra (például AIDS, globális felmelegedés, stb.).
Jelentősebb díjai: Harmadik Világ-díj (1989), Indira Gandhi-díj (1990), Károly-díj (1994).

## Családja
Férjezett, három fiú (egy meghalt) és egy leány édesanyja.